# Кёсси Каатра
Кёсси Каатра (настоящие имя и фамилия — Густав Адольф Линдстрём (до 1906)) (фин. Kössi Kaatra; 6 ноября 1882, Лохья, Нюландская губерния — 15 ноября 1928, Худдинге, Стокгольм) — финский писатель, поэт и журналист.

## Биография
Родился в бедной семье, его мать была фабричной рабочей. Рано остался сиротой. В детстве зарабатывал на жизнь, работая уличным продавцом газет.
В 1899 году стал юристом адвокатской фирмы. Начал интересоваться рабочим движением.
В 1903—1910 годах — журналист, директор Рабочего театра в г. Тампере. Участник всеобщей забастовки 1905 года, февральской революции и Гражданской войны в Финляндии 1918 года. 1 ноября 1905 года с балкона мэрии Тампере зачитывал «Красную декларацию» (Манифест финского народа) с требованием гражданских свобод, демократии и трудовых прав.
После поражения красных в Гражданской войне в Финляндии и начала белого террора К. Каатра скрывался сначала на чердаке своей дачи, а затем сумел бежать в Швецию.

## Творчество
Дебютировал как поэт в 1902 году.
Автор сборников стихов: «На пороге» (1903), «Из жизни» (1904), «Стихи» (1905), «Картины большой забастовки и другие рабочие песни» (1906), «На переломе» (1906), сборник стихов «Песни низов» (1922). В повести «Красные и белые» (1919) К. Каатра рисует гражданскую войну 1918 в Финляндии, в романе «Мать и сын» (1924) — жизнь рабочего квартала, с горькой иронией высмеивает законы, мораль и обычаи буржуазного общества.
В своих произведениях с большой любовью изображает жизнь городских низов. Своим поэтическим творчеством писатель в течение 20 лет служил финскому рабочему классу; все симпатии его — на стороне революционных рабочих масс.

## Избранные произведения
- Kynnyksellä, стихи. 1903
- Elämästä, стихи. 1904
- Runoja. 1905
- Kyttä, стихи. 1906
- Kahleet pois! 1906
- Murroksessa, стихи. 1906
- Suurlakkokuvia. 1906
- Punaiset ja valkoiset, роман. 1919
- Suuri rikos. 1921
- Alhaisolauluja, стихи. 1922
- Ihmisen kauneuteen! 1923.
- Äiti ja poika, 1924
- Soi vapun virsi, стихи. 1926
- Sä syty vapahduksen haltioon! стихи. 1926
- Alhaisolauluja: избранное 1903—1927. 1978.